# Инаугурация Джона Тайлера
Инаугурация Джона Тайлера в качестве 10-го Президента США состоялась 6 апреля 1841 года, через два дня после смерти 9-го президента Уильяма Генри Гаррисона. Президентскую присягу проводил Верховный судья окружного суда Соединённых Штатов округа Колумбия Уильям Крэнч. 
Данная инаугурация – первая незапланированная чрезвычайная инаугурация в истории инаугураций президента США.

## Предыстория
На президентских выборах 1840 года в Соединённых Штатах победу одержал кандидат от партии Вигов Уильям Генри Гаррисон, а Тайлер стал его вице-президентом. Гаррисон был введён в должность президента 4 марта 1841 года, но 26 марта 1841 года он простудился, заболев пневмонией и плевритом. Считалось, что болезнь Гаррисона была непосредственно вызвана плохой погодой во время его инаугурации 4 марта; однако болезнь возникла не раньше, чем через три недели после этого события.
1 апреля госсекретарь Даниел Уэбстер отправил сообщение о болезни Гаррисона вице-президенту Тайлеру, который находился в своём доме в Уильямсберге, штат Виргиния. Два дня спустя адвокат Ричмонда Джеймс Лайонс написал с новостями о том, что президенту стало хуже, заметив, что «он не удивится, если завтра по почте узнает, что генерала Гаррисона больше нет». Тайлер решил не ехать в Вашингтон, не желая выглядеть неприлично в ожидании смерти президента. На рассвете 5 апреля сын Уэбстера Флетчер прибыл на плантацию Тайлера с письмом от Уэбстера, информирующим нового президента о смерти Гаррисона накануне утром.
Тайлер немедленно собрал сумку и направился в Вашингтон с одним из своих сыновей на самом быстром транспортном средстве, которое тогда было доступно (пароход и поезд), прибыв рано утром 6 апреля, преодолев 370 километров за 21 час. Его приветствовала двухпартийная группа высокопоставленных лиц, включая весь кабинет министров. Последовала жаркая дискуссия о том, какие процедурные шаги следует предпринять после смерти Гаррисона. В то время как несколько действующих президентов страдали от болезней, ни один из них ранее не умирал, находясь на своём посту. Некоторые члены кабинета министров считали, что никаких официальных действий предпринимать не нужно, поскольку право Тайлера занять пост исполняющего обязанности президента было практически бесспорным. Во время болезни Гаррисона исполнительная власть управлялась большинством голосов членов кабинета министров. Тайлер прекратил эту практику, утверждая, что принятие присяги обеспечит его авторитет в качестве десятого президента Соединённых Штатов.

## Принятие присяги
6 апреля 1841 года Уильям Крэнч, главный судья окружного суда Соединённых Штатов округа Колумбия, проводил присягу президента Тайлера в вестибюле отеля «Brown's Indian Queen», сделав это первой внеочередной инаугурацией президента в истории. 9 апреля Тайлер опубликовал инаугурационное послание на специальной сессии Конгресса, которую созвал Гаррисон. Более поздние президенты поступали бы так же при аналогичных обстоятельствах.
Тайлер защищал свой титул непреклонно. Письма, адресованные «вице-президенту» или «исполняющему обязанности президента», возвращались нераскрытыми. «Прецедент Тайлера» впоследствии пережил следующие семь президентских смертей, пока он не был кодифицирован в 1967 году, когда была принята Двадцать пятая поправка к Конституции США.